# ورنن (ویسکانسین)
ورنن، ویسکانسین (به انگلیسی: Vernon, Wisconsin) یک سکونتگاه مسکونی در ایالات متحده آمریکا است که در شهرستان واکیشا، ویسکانسین واقع شده‌است.

## خصوصیات
ورنن ۸۴٫۷ کیلومترمربع مساحت و ۷٬۲۲۷ نفر جمعیت دارد و ۲۷۴ متر بالاتر از سطح دریا واقع شده‌است.